# Beverly Hills Cop III
Beverly Hills Cop III is een Amerikaanse actie/komediefilm uit 1994, met in de hoofdrol Eddie Murphy als agent Axel Foley. Het is de derde film in de Beverly Hills Cop-filmserie.
De titeltune van de film, Axel F van Harold Faltermeyer, werd zeer bekend en won tevens een Grammy Award voor beste muziek voor een film of televisiespecial.

## Verhaal
Politieagent Axel Foley keert weer terug naar Beverly Hills. Als tijdens een opdracht in Detroit zijn baas inspecteur Todd dood wordt geschoten, gaat Foley op zoek naar de dader. Alle sporen wijzen naar het pretpark "Wonder World". Wanneer hij in Beverly Hills arriveert ontmoet hij een oude vriend, Billy Rosewood. Billy heeft promotie gemaakt en is nu DDOJSIOC (Deputy Director of Joint Special Inter-Operational Command).
Axel gaat naar Wonder World omdat hij een afspraak schijnt te hebben met de hoofd van de beveiliging Ellis DeWald. Als niemand van die afspraak af weet moet hij een toegangsbewijs kopen. In het park komt hij terecht in een ondergrondse tunnel. Axel wordt hier beschoten en aangevallen en vlucht weg. Na een reddingsactie van twee kinderen wordt hij gepakt door de beveiliging. Axel ontmoet Ellis DeWald en weet dat hij de moordenaar is van zijn baas inspecteur Todd.
Na een aantal bezoeken aan Wonder World komt Axel erachter dat Ellis DeWald en de manager van het park Orrin Sanderson valse bankbiljetten aan het drukken zijn in Wonder World. Axel komt er ook achter dat de ontwerper van Wonder World en de vriend van uncle Dave verdwenen is, omdat hij ook die valse biljetten had ontdekt. Uncle Dave wordt neergeschoten door Ellis DeWald en Axel krijgt hiervan de schuld. Als DeWald Axel belt en zegt dat Janice gevangen wordt gehouden, komt hij naar het park toe. Hij krijgt hier een gevecht met de beveiliging. Uiteindelijk schiet hij Ellis DeWald dood en even later ook agent Fulbright, omdat hij ook in het complot zat.
Aan het einde van de film zie je Axel in een rolstoel zitten. Uncle Dave onthult een nieuwe mascotte "Axel de vos". De film eindigt als Janice Axel meeneemt.

## Rolverdeling
| Acteur           | Personage                            |
| ---------------- | ------------------------------------ |
| Eddie Murphy     | Rechercheur Axel Foley               |
| Judge Reinhold   | Rechercheur William 'Billy' Rosewood |
| Timothy Carhart  | Ellis DeWald                         |
| John Saxon       | Orrin Sanderson                      |
| Alan Young       | "Oom" Dave Thornton                  |
| Stephen McHattie | Steve Fulbright                      |
| Bronson Pinchot  | Serge                                |
| Theresa Randle   | Janice                               |
| Gilbert R. Hill  | Insp. Douglas Todd                   |
| Héctor Elizondo  | John Flint                           |

## Opnames
De opnames van de scènes die zich in Wonder World afspelen zijn opgenomen in twee attractieparken in de Verenigde Staten. Het grootste gedeelte van de film is opgenomen in het pretpark California's Great America. Dit park ligt niet in Beverly Hills maar in Santa Clara in Californië. De scènes die zich afspelen in de attractie 'Alien Attack' zijn opgenomen in de Universal Studios Hollywood. Het park Wonder World is gebaseerd op Disneyland. Uncle Dave is de eigenaar van Wonder World, net als Walt Disney van Disneyland. Het liedje van Wonder World is gebaseerd op het liedje van de Disney-attractie "it's a small world".

## Overige delen
- Beverly Hills Cop (1984)
- Beverly Hills Cop II (1987)
- Beverly Hills Cop: Axel F (2024)